# Pirin-hegység
A Pirin-hegység (bolgár nyelven Пирин [Pirin]) egy erős alpesi karakterű magashegység Bulgáriában, Blagoevgrad megye területén, egy kis részben átnyúlik Észak-Görögországba is. Hozzávetőleg 40 km hosszan nyúlik északnyugat-délkeleti irányban. Nyugat-keleti szélessége kb. 25 km. A Pirin legmagasabb csúcsa a 2914 m magas Vihren. A hegység elnevezése a Perun szóból ered, ami a szláv mitológia leghatalmasabb istenének neve. A hegység egy részén terül el a Pirin Nemzeti Park.

## Geológiája
Európában a lánchegységek képződése a földtörténeti újkorra, a pliocén és a miocén időszakára esett. Az északi részen szemmel láthatóak ennek nyomai a felszínre emelkedett átalakult kőzetekben: a kristályos mészkőben és márványban. Különösen jellemző, hogy a Vihren- és Kutelo-csúcsok golyó-, illetve piramisalakúak. Ezenkívül gránit és pala található itt.

## Csúcsai

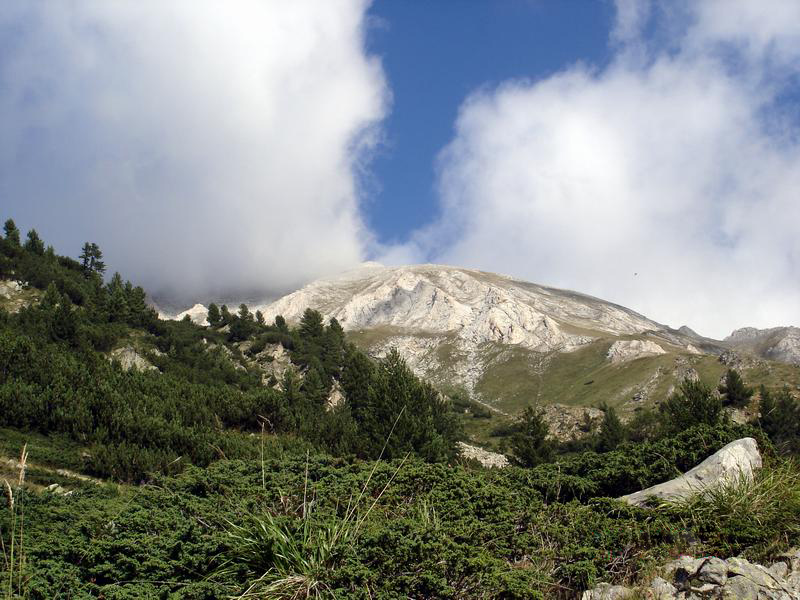
A Vihren orom a tőle délre épült vendégfogadóból (хижа Вихрен) nézve

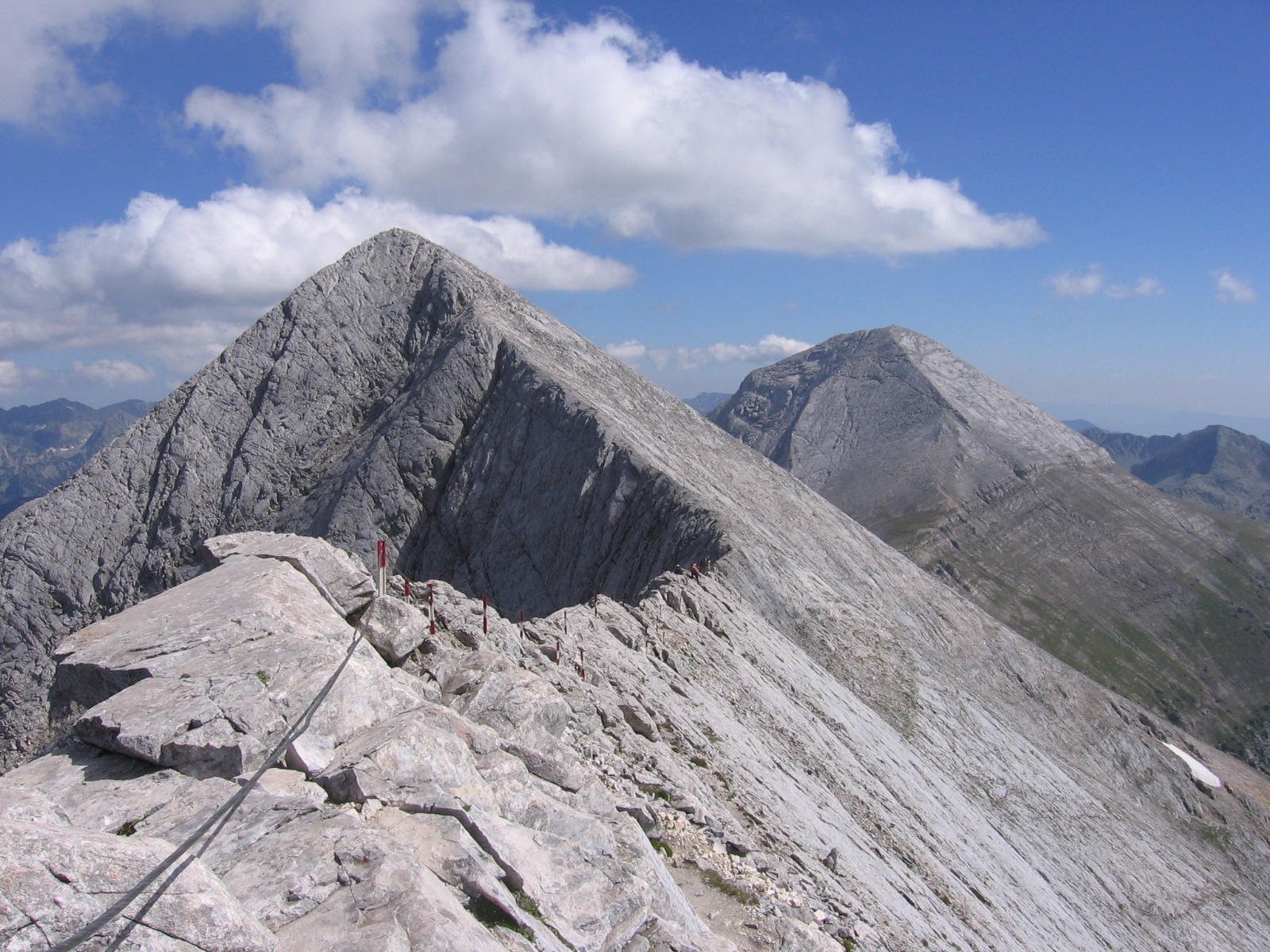
A Koncseto („lovacska” – nevét a sörényre emlékeztető kicsit meredek hegygerincről kapta) és a Vihren

2900 m fölöttiek
- Vihren - 2914 m
- Kutelo I - 2908 m
- Kutelo II - 2906 m

2800 m fölöttiek
- Banszki Szuhodol - 2884 m
- Polezsan - 2851 m
- Kamenica - 2822 m
- Malek Polezsan - 2822 m
- Bajuvi dupki - 2820 m
- Strasitye - 2800 m

2700 m fölöttiek
- Jalovarnika - 2763 m
- Voivodski vrah - 2761 m
- Isvorez - 2753 m
- Todorin vrah - 2746 m
- Banderiski csukar - 2731 m
- Samodivski vrach - 2730 m
- Kamenitica - 2726 m
- Momin Dvor - 2725 m
- Glavniski csukar - 2720 m
- Malka Todorka - 2712 m
- Krivez - 2709 m
- Todorina Porta - 2706 m

## Vizei
A Pirin-hegységben több, mint 160 glaciális jellegű, kristálytiszta vizű tó található, amelyek egy részében pisztrángok ívnak.

## Növényvilága

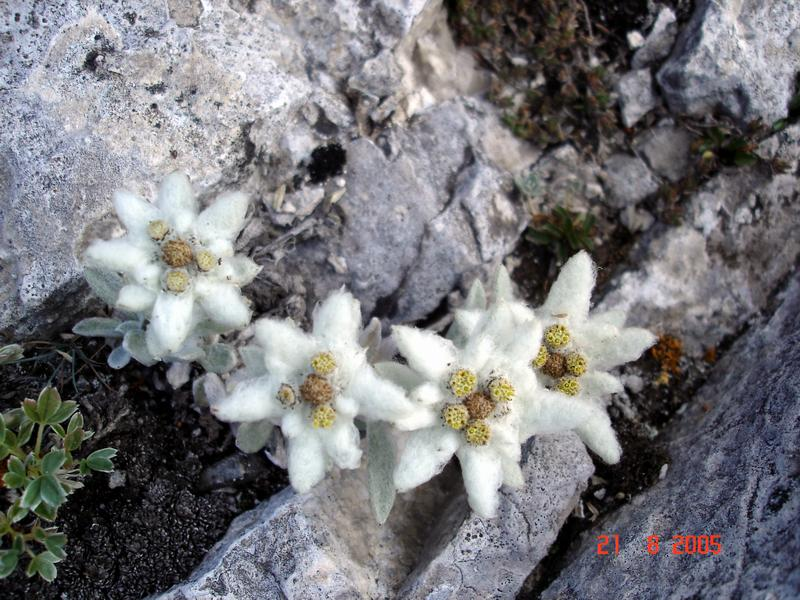
Havasi gyopár a Koncseto-hágónál

A hegység erdőségei elhelyezkedésük magasságának megfelelően három különböző övezetre oszthatóak:
- 1400 m magasságig: tűlevelűek és bükkösök
- 1400 és 1800 m között: tűlevelűek és lucfenyők
- 2200 m-ig: fenyők, lucfenyők, erdeifenyők

A Pirin területén áll az 500 éves feketefenyőn kívül Bulgária legöregebb fája, az 1300 éves korúra becsült Baikuschev-Panzerkiefer. A Bulgária területén élő veszélyeztetett fajok 20%-ával találkozhatunk a Pirinben.

## Állatvilága
Előfordulnak:
- medve, farkas, hiúz, zerge, róka, borz, görény, nyest
- kőszáli sas, egerészölyv, alpesi varjú
- pisztráng (a tavakban)

## Kunyhók

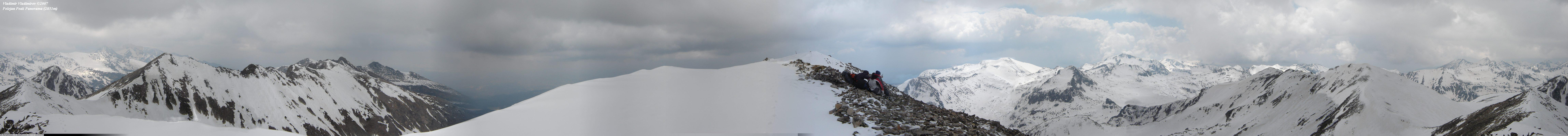
Panorámakép a Polezsan 2851 m magas csúcsáról

- Javorov 1740 m
- Banderica 1811 m
- Vihren 1950 m
- Demjanica 1895 m
- Bezbog 2240 m
- Gocse Deltcsev 1480 m
- Szinanica 2200 m
- Jane Szandanszki 1230 m
- Kamenica 1750 m
- Pirin 1640 m
- Popovi Livadi 1412 m
- Tevno ezero 2510 m

## Vihren
A Vihren (bolgár nyelven Вихрен) orom a Pirin-hegység északi oldalán emelkedik. Jellegzetesek a fehér sziklái.
A csúcsot nehézségek nélkül be lehet barangolni, főleg, amikor nem borítja hó. A csúcshoz legközelebb eső település Banszko, mintegy 15 km távolságban. A hegymászók számára érdekes a 400 m magas északi fal. Először két német hegymászónak, F. Auernek és B. Mozelnek sikerült felfedeznie és meghódítania 1934-ben. Az északi fal szikláin vezető mászóútjai a Dolomitok hegymászóútjaihoz hasonlítanak.

## Nagyobb települések

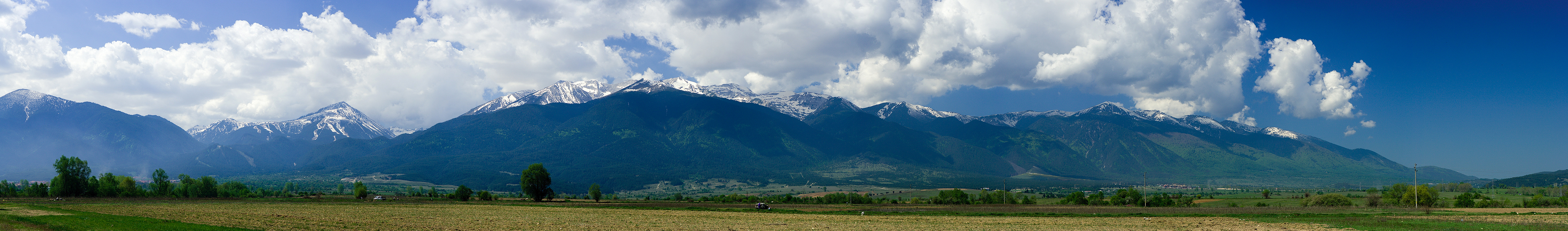
Panorámakép a Pirin-hegységről

A Pirin-hegység lábánál az északi oldalon fekszik Banszko, a téli sportok és a gyógyüdülők városa, ahol a szép látnivalókat csodálhatjuk meg, a „Siligarnika” nevű síközpontot Raslog városában próbálhatjuk ki, ellátogathatunk Dobriniste faluba, délnyugaton pedig, a görög határ közelében Bulgária legmelegebb és leginkább napsütötte városában, a 25 000 lakosú Szandanszki gyógyüdülőiben pihenhetünk, a Pirin-hegység és a Rodope között Gocse Delcsev városa vár bennünket, déli irányban pedig a bolgár újjászületés bölcsője, amely egyben kitűnő bortermelő és az ország legkisebb városa: Melnik, valamint Pirin falu. 

## Fordítás
- Ez a szócikk részben vagy egészben  a   Pirin (Nationalpark) című német Wikipédia-szócikk ezen változatának fordításán alapul.  Az eredeti cikk szerkesztőit annak laptörténete sorolja fel. Ez a jelzés csupán a megfogalmazás eredetét és a szerzői jogokat jelzi, nem szolgál a cikkben szereplő információk forrásmegjelöléseként.
- Ez a szócikk részben vagy egészben  a   Pirin (Gebirge) című német Wikipédia-szócikk ezen változatának fordításán alapul.  Az eredeti cikk szerkesztőit annak laptörténete sorolja fel. Ez a jelzés csupán a megfogalmazás eredetét és a szerzői jogokat jelzi, nem szolgál a cikkben szereplő információk forrásmegjelöléseként.
- Ez a szócikk részben vagy egészben  a   Wichren című német Wikipédia-szócikk ezen változatának fordításán alapul.  Az eredeti cikk szerkesztőit annak laptörténete sorolja fel. Ez a jelzés csupán a megfogalmazás eredetét és a szerzői jogokat jelzi, nem szolgál a cikkben szereplő információk forrásmegjelöléseként.